# Grabówka (gmina 1867–1954)

Gmina na tle zmieniającego się podziału administracyjnego powiatu częstochowskiego

Grabówka – dawna gmina wiejska istniejąca w latach 1867–1954 w woj. kieleckim, katowickim i stalinogrodzkim (dzisiejsze woj. śląskie). Siedzibą władz gminy była Grabówka (obecnie dzielnica Częstochowy).

## Królewstwo Polskie
Gmina powstała w 1867 roku i obejmowała wsie Aniołów, Antoniów, Czarny Las, Gnaszyn, Gorzelnia, Grabówka folwark, Kaleja folwark, Kamień, Kawodrza (kolonia), Kędry (Kędziory), Kiedrzyn folwark, Lgota, Lisiniec folwark, Liszka folwark, Łojki wieś, Ottonów, Przysieka, Stradom wieś, Szalejka, Wielki bór, Wierzchowisko, Wola Kiedrzyńska, Wójtowstwo Częstochówka, Wrzecionów, Wyczerpy Dolne folwark, Zacisze. W 1897 roku do gminy włączono także wsie Austeria (zagroda), Gnaszyn (zagroda-młyn), Grabówka (wieś), Kalej (wieś), Kawodrza (zagroda-młyn), Kiedrzyn (wieś), Lisiniec (wieś), Liszka Dolna (kolonia), Liszka Górna (kolonia), Łojki Kondratów (folwark), Łojki A (folwark), dom (wieś), Stradom (zagroda-młyn), Stradom (zagroda-karczma), Wierzchowisko (folwarki), Wójtostwo (wsie), Wyczerpy Dolne (budka kolejowa), Wydra (kolonia).

## II RP
W okresie międzywojennym gmina Grabówka należała do powiatu częstochowskiego w woj. kieleckim.
1 kwietnia 1928 od gminy Grabówka odłączono i włączono w granice miasta Częstochowy: wieś Lisiniec Stary, wieś i kolonję Lisiniec Nowy, folwark Lisiniec, wsie: Kamień, Stradom Stary, Stradom Nowy, osadę fabryczną Stradom, hutę szklaną na Zaciszu o przestrzeni 1 ha 68 a, grunty Zacisze o obszarze 27 ha 12 a, folwarki: Stradom, Kazimierzów, Stradom-Józefów, Stradom Cegielnia, koszary na Stradomiu oraz farbiarnię Heiningera, jednak gmina pozostała najludniejszą w granicach powiatu częstochowskiego. 
1 kwietnia 1930 od gminy Grabówka odłączono wieś Czarny Las z lasem Kontrewers, którą włączono do gminy Kamyk.
26 sierpnia 1930 od gminy Grabówka odłączono i włączono do Częstochowy rozparcelowany folwark Kamień w całości według planu, sporządzonego przez Okręgowy Urząd Ziemski w Kielcach w r. 1928.
W 1933 roku gminę Grabówka podzielono na gromady Grabówka, Gnaszyn Dolny, Gnaszyn Górny, Kawodrza Dolna, Kawodrza Górna, Kiedrzyn, Kondratów, Kalej, Wydra, Lgota, Liska Dolna, Liska Górna, Łojki, Ottonów, Szarlejka, Wielki Bór, Wyczerpy Dolne, Wierzchowisko, Wola Kiedrzyńska.

## II wojna światowa
W październiku 1939 roku niemiecki okupant włączył częściowo gminę do Rzeszy (powiat Blachownia), a tereny pozostałe w granicach Generalnego Gubernatorstwa podzielono między inne gminy. Spośród sołectw włączonych do Rzeszy, Gnaszyn, Gorzelnię, Lewki, Liskę Dolną, Sitowiznę, Wielki Bór, Konradów, Wydrę i Ottonów włączono do gminy Dźbów (przekształconej w gminę Blachownia); Kalej, Lgotę i Szarlejkę przyłączono do nowej gminy Czarny Las, a Sabinów do okrojonej gminy Wrzosowa. Jednocześnie w GG do okrojonej gminy Grabówka okupant włączył Błeszno, Bugaj, Bernatowiznę, Podbucze, Wrzosowiak, Bór Kazimierzów, Wypalanki i Siwki z przedzielonej gminy Wrzosowa. 
Początkowo gromady Grabówka, Liska Dolna, Wilki Bór, Kawodrza Dolna, Kawodrza Górna, Zacisze, Błeszno, Bór Kazimierzów, Wyczerpy Dolne, Wierzchowisko, Wola Kiedrzyńska i Kiedrzyn włączono do starostwa grodzkiego w Częstochowskie, a w 1942 roku okupant włączył je w granice miasta Częstochowa.

## PRL
Po wojnie gmina przejściowo zachowała przynależność administracyjną, lecz już 6 lipca 1950 roku została wraz z całym powiatem częstochowskim przyłączona do woj. katowickiego (od 9 marca 1953 pod nazwą woj. stalinogrodzkie).
1 lipca 1952 roku gmina Grabówka została mocno okrojona: część jej obszaru (gromady Liska Górna, Wyczerpy Dolne i Zacisze) przyłączono do Częstochowy, natomiast inne części gminy weszły w skład czterech nowych gmin:
- gminy Ostrowy – gromada Ottonów,
- gminy Gnaszyn Dolny – gromady Gnaszyn Dolny, Gnaszyn Górny, Kawodrza Dolna, Kawodrza Górna, Konradów, Liska Dolna, Łojki, Wielki Bór i Wydra,
- gminy Lubojna – gromady Wierzchowisko i Wola Kiedrzyńska,
- gminy Wręczyca Wielka – gromada Kalej.

Po owych zmianach (według stanu z 1 lipca 1952 roku) gmina Grabówka składała się zaledwie z 4 gromad: Grabówka, Kiedrzyn, Lgota i Szarlejka. Jednostka została zniesiona 29 września 1954 roku wraz z reformą wprowadzającą gromady w miejsce gmin. 
Po reaktywowaniu gmin z dniem 1 stycznia 1973 roku gminy Grabówka nie przywrócono, a jej dawny obszar wszedł głównie w skład gminy Kłobuck, gminy Wręczyca Wielka, gminy Mykanów i Częstochowy oraz (od 1977 roku) gminy Blachownia.